# Baldur von Schirach

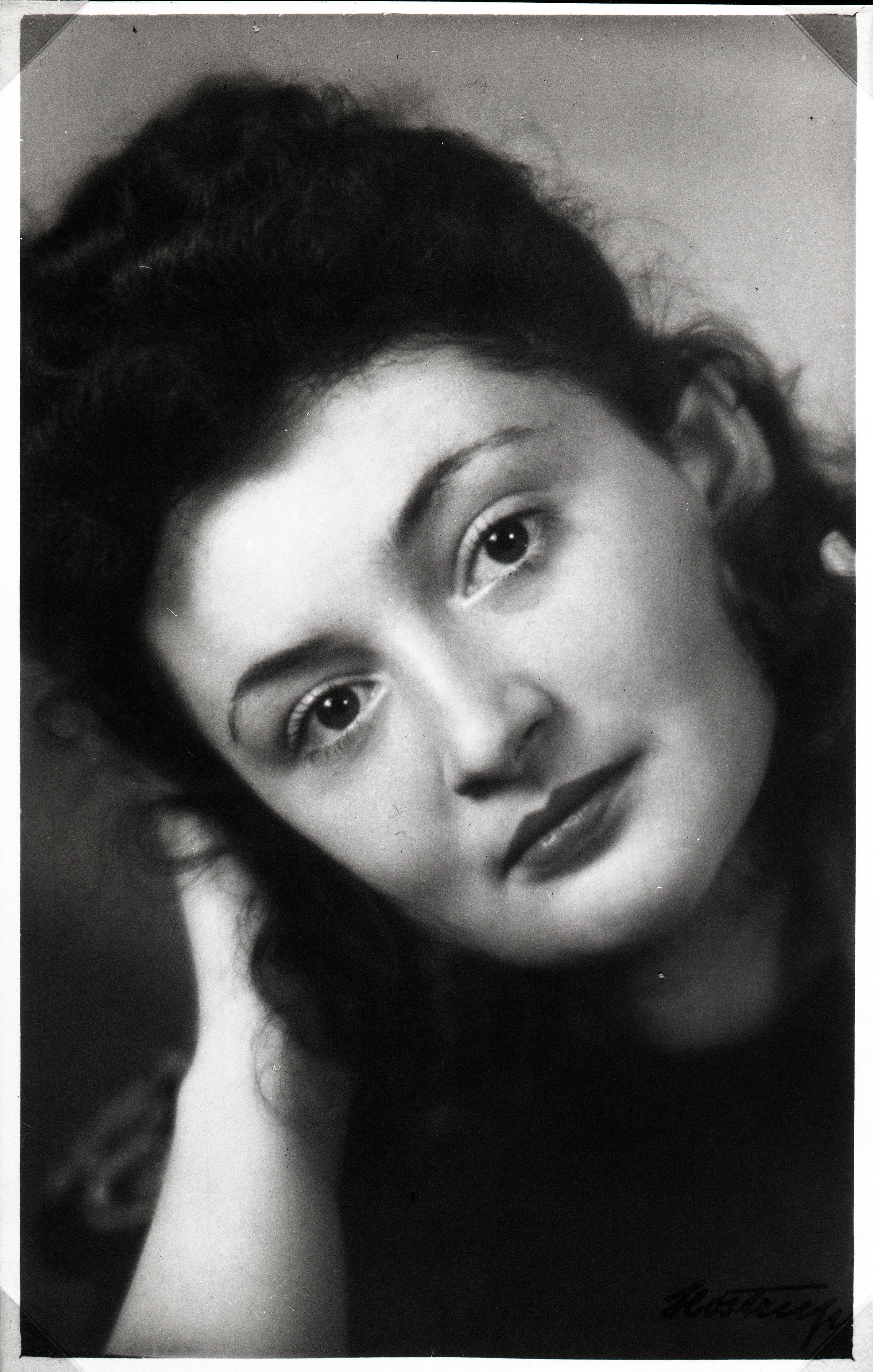
Henriette Hoffmann -von Schirach, esposa de Baldur von Schirach.

Baldur Benedikt von Schirach (Berlín, 9 de mayo de 1907-Kröv, 8 de agosto de 1974) fue un dirigente nazi, líder de las Juventudes Hitlerianas, Gauleiter y Reichsstatthalter ('gobernador del Reich') de Viena. En los juicios de Núremberg fue uno de los acusados que declaró sentirse arrepentido. Fue condenado a veinte años en la prisión de Spandau como culpable de crímenes contra la humanidad, habiendo sido implicado en la deportación de 185 000 judíos. Era el abuelo paterno del famoso abogado penalista y escritor Ferdinand von Schirach.

## Biografía
Von Schirach era hijo de Carl Baily Norris von Schirach (1873-1948), un antiguo ciudadano de los Estados Unidos,  teniente primero y jefe de escuadrón en el regimiento de coraceros de la guardia, más tarde capitán de caballería y chambelán del Ducado de Sajonia-Weimar-Eisenach, así como director artístico en el Teatro Nacional de Weimar, y de su esposa estadounidense Emma Middleton Lynah Tillou (1872-1944),  por lo cual Von Schirach afirmaba ser descendiente de dos firmantes de la Declaración de Independencia de los Estados Unidos.
Algunos historiadores sostienen la tesis de que Von Schirach era homosexual, mientras que otros defienden que siempre fue bisexual.

### Carrera política
Von Schirach fue miembro de un Wehrjugendgruppe (grupo militar para jóvenes) en 1924 y 1925. El 29 de agosto de 1925, después de un encuentro con Adolf Hitler en casa de sus padres, se afilió al NSDAP, el Partido Nazi, y en 1927, a las SA. De 1927 a 1928 von Schirach estudió en Múnich Filología Alemana, Filología Inglesa e Historia del Arte, pero no se graduó porque quería pasar su tiempo apoyando el NSDAP. En 1927 se hizo miembro de la agrupación local de Múnich de la Liga Nacionalsocialista de Estudiantes Alemanes (Nationalsozialistischer Deutscher Studentenbund).
Pronto se ganó el respeto de Hitlery fue nombrado en 1928 jefe de la Liga Nacionalsocialista de Estudiantes Alemanes. En enero de 1929 fue uno de los fundadores de un periódico nacionalsocialista, el «Akademischer Beobachter». El 30 de octubre de 1931 fue nombrado Reichsjugendführer (líder de la juventud del Reich) en el NSDAP y esto conllevó el título de Gruppenführer en las SA. Ahora estaba bajo el mando directo de Hitler. El 31 de marzo de 1932 se casó con Henriette Hoffmann, la hija del fotógrafo personal de Hitler, Heinrich Hoffmann.
En junio de 1932 tomó el mando de las Juventudes Hitlerianas. En estos primeros tiempos tuvo una intensa actividad como autor de numerosas publicaciones, así como un mecenas de las artes. Iniciada la Segunda Guerra Mundial, en 1940 Von Schirach se alistó en el ejército y luchó durante un corto periodo en la campaña de Francia antes de ser llamado de nuevo. Durante la contienda, el matrimonio Von Schirach tuvo serias discrepancias con Hitler en el Berghof, su esposa contendió con Hitler acerca del destino de los judíos y fueron expulsados de su círculo social íntimo. Debido a esto, perdió el mando de las Juventudes Hitlerianas en favor de Artur Axmann, aunque más tarde Hitler le nombró Gauleiter y Reichsstatthalter de Viena, cargo que desempeñó hasta el final de la guerra.
El 8 de agosto de 1940 Baldur von Schirach se convirtió en Gauleiter y Reichsstatthalter de Viena. Desde octubre de 1940  Von Schirach tomó parte en la deportación de 185 000 judíos. Además ordenó que se expulsaran a todos los checos de Viena. A pesar de que hacia 1943 había caído en desgracia, porque a veces criticaba la persecución de los judíos y exigía un tratamiento mejor de los habitantes de Europa del Este y porque su esposa había criticado la manera en la que se llevaron a cabo las deportaciones, mantuvo su puesto como Gauleiter y Reichsstatthalter de Viena. El 24 de febrero de 1945 se reunió por última vez con Hitler, quien le ordenó defender Viena hasta el último cartucho.

### Condena y prisión
Cuando los rusos se aproximaron a Viena, Von Schirach se escondió en una localidad llamada Schwaz en Tirol. El 5 de junio de 1945 se entregó a los americanos y fue juzgado junto a otros oficiales nazis en los juicios de Núremberg, que se iniciaron el 20 de noviembre de 1945.  Von Schirach fue acusado de cometer crímenes contra la paz y crímenes contra la humanidad, pero fue declarado culpable solamente por crímenes contra la humanidad. El 1 de octubre de 1946 se pronunció la pena: veinte años de prisión. Von Schirach, de acuerdo a sus memorias (Yo creí en Hitler), sí tuvo conocimiento de la «solución final», especialmente dirigida contra los judíos y llevada a cabo en los campos de exterminio. Ante el tribunal, Von Schirach declaró textualmente:

Ha sido este el mayor y más satánico genocidio de la historia del mundo... Quien ordenó las muertes fue Adolf Hitler. Él y Himmler fueron conjuntamente los prácticos autores de este crimen que seguirá siendo para siempre una mancha vergonzosa sobre nuestra historia. Pero la juventud alemana es inocente de lo que Hitler hizo a los pueblos alemán y judío. Nada sabía del exterminio de los hebreos y no quiso semejante crimen. Es culpa mía, que asumo ante Dios y nuestra nación, haber educado a la juventud alemana en la fe en Hitler, el hombre que juzgué intachable y que resultó ser un asesino de millones de seres humanos. Yo creí en Hitler; eso es todo lo que puedo decir como exculpación. Yo soy el único culpable; la juventud alemana es inocente porque creció en un Estado antisemita en el que era ley la política racista. Pero el hecho de que fuera posible un Auschwitz hace obligado el final de la política racista y del antisemitismo. Quien tras Auschwitz pueda seguir manteniéndoles, se hace a sí mismo culpable... Declaro que la política racista de Hitler fue un crimen que llevó a la destrucción de cinco millones de judíos y la vergüenza del pueblo alemán.

Von Schirach cuenta que, al tomar asiento tras la declaración, Fritz Sauckel le estrechó la mano y Erich Raeder le confirmó: «¡Tiene usted toda la razón!» Von Schirach se había casado con Henriette Hoffmann en 1932 y tuvieron tres hijos y una hija.
Mientras estaba en prisión, en julio de 1950, su esposa Henriette von Schirach se divorció de él,  sin embargo, en 1958 Henriette von Schirach trató de conseguir, sin éxito, la liberación de Baldur von Schirach. Fue liberado la noche del 30 de septiembre al 1 de octubre de 1966  y se retiró a vivir en el sur de Alemania.[cita requerida] Escribió con escritores fantasmas los recuerdos de su vida, llamados Ich glaubte an Hitler ('Yo creí en Hitler').
Von Schirach afirmó que no sabía nada de los campos de exterminio; sin embargo, el juicio detalló su participación en deportaciones de judíos y sus discursos defendiendo sus acciones. Originalmente fue acusado de crímenes contra la paz por su papel en la construcción de las Juventudes Hitlerianas, pero fue absuelto de ese cargo. Fue declarado culpable el 1 de octubre de 1946 de crímenes contra la humanidad por su papel en la deportación de los judíos vieneses a una muerte segura en los campos de concentración alemanes ubicados en la Polonia ocupada por los alemanes. Fue condenado a veinte años en la prisión de Spandau, Berlín.

### Liberación y muerte
Von Schirach fue liberado de prisión el 30 de septiembre de 1966, después de cumplir su condena completa y se retiró tranquilamente al sur de Alemania. En una entrevista poco después de su liberación, expresó su pesar por no haber hecho lo suficiente para evitar que se cometieran atrocidades. Fue a Múnich a vivir con la familia de su hijo Robert. Más tarde, en 1968, Von Schirach se mudó con ellos a una finca en Trossingen. Publicó sus memorias, tituladas Ich glaubte an Hitler ('Yo creía en Hitler') en 1967 y fue entrevistado por el periodista británico David Frost. En la entrevista reflexionó sobre su encarcelamiento, el encuentro con Hitler y la deportación de los judíos. Afirmó no tener conocimiento del exterminio, pero admitió su culpabilidad con respecto a las leyes educativas discriminatorias. Mientras estaba en prisión, Von Schirach perdió la visión en el ojo izquierdo debido a un desprendimiento de retina a manos de los guardias de la prisión rusos. También sufrió una embolia pulmonar y le diagnosticaron una trombosis. El 8 de agosto de 1974, mientras se hospedaba en una posada en Kröv, Von Schirach murió de una trombosis coronaria. Tenía sesenta y siete años.